# Marian Przewłocki
Marian Roman Przewłocki, poljski general, * 1888, † 1966.